# Weissenstein (berg i Schweiz)
Weissenstein är ett berg i Schweiz.   Det ligger i distriktet Bezirk Lebern och kantonen Solothurn, i den centrala delen av landet, 30 km norr om huvudstaden Bern. Toppen på Weissenstein är 1 287 meter över havet, eller 23 meter över den omgivande terrängen. Bredden vid basen är 0,34 km.
Terrängen runt Weissenstein är kuperad åt nordväst, men åt sydost är den platt. Runt Weissenstein är det tätbefolkat, med 591 invånare per kvadratkilometer.. Närmaste större samhälle är Grenchen, 11,0 km sydväst om Weissenstein. 
I omgivningarna runt Weissenstein växer i huvudsak blandskog.